# Columbia University Graduate School of Journalism
Die Columbia University Graduate School of Journalism ist eine Fakultät für Journalismus der Columbia University. Sie befindet sich im Stadtviertel Morningside Heights auf dem Campus der Columbia University im New Yorker Stadtteil Manhattan.
Sie vergibt sowohl die Pulitzer-Preise als auch die „Alfred I. duPont-Columbia University Awards“ und den „Maria Moors Cabot Prize“ für Journalisten aus der Karibik und aus Lateinamerika. Außerdem unterstützt sie die Vergabe der „National Magazine Awards“ und veröffentlicht alle zwei Monate das Fachmagazin „Columbia Journalism Review“.

## Geschichte
1892 bot Joseph Pulitzer, der damalige Herausgeber der New York World, der Columbia University finanzielle Unterstützung zur Gründung der weltweit ersten „Schule für Journalismus“ an. Die Universität lehnte dieses Angebot zunächst ab. 1902 schrieb Pulitzer: „Ich habe die Vorstellung, dass Journalismus als ein großartiger, intellektueller Beruf anerkannt wird, Journalisten gefördert und vor allem zukünftige Mitglieder dieses Berufszweiges praxisnah ausgebildet werden.“ Um das Fortbestehen der Hochschule zu sichern, hinterließ Pulitzer der Columbia-Universität zwei Millionen US-Dollar. Am 30. September 1912, etwa ein Jahr nach seinem Tod, nahm die „Columbia University Graduate School of Journalism“ ihren Lehrbetrieb auf. Im ersten Semester schrieben sich 78 Studenten aus 21 Ländern in Bachelor- und graduierenden Studiengängen ein.
Seit 1935 sieht das Curriculum keine Bachelorabschlüsse mehr vor. Heute bietet die Hochschule drei akademische Abschlüsse an. Den Master of Science in Journalism, den Doctor of Philosophy in Communications und seit 2005 den Master of Arts in Journalism.
Während der Kulturrevolution in China wurde die Hochschule beschuldigt, an dem Programm der US-Regierung zur Ausbildung der Kuomintang beteiligt gewesen zu sein. Der ehemalige Vizepräsident der Vereinigten Staaten Al Gore war ab Februar 2001 für ein Semester als ehrenamtlicher Gastprofessor an der Hochschule tätig.
1984 stiftete George T. Delacorte, der 1913 seinen Abschluss am Columbia College gemacht hatte, das „George T. Delacorte Center for Magazine Journalism“. Das Institut deckt alle Bereiche der Zeitschriftenproduktion und des Vertriebs von Hochglanz-Publikationen ab und bietet unter anderem Stipendien an.
Im Jahr 2006 wurde ein Zentrum für investigativen Journalismus, das „Toni Stabile Center for Investigative Journalism“, eröffnet. Finanziert wurde es durch eine Spende der amerikanischen Journalistin Toni Stabile.
Seit 2010 bietet das „Tow Center for Digital Journalism“ Studenten der Journalismushochschule die Möglichkeit, einen doppelten Abschluss in Journalismus und Informatik zu machen.

### Gebäude

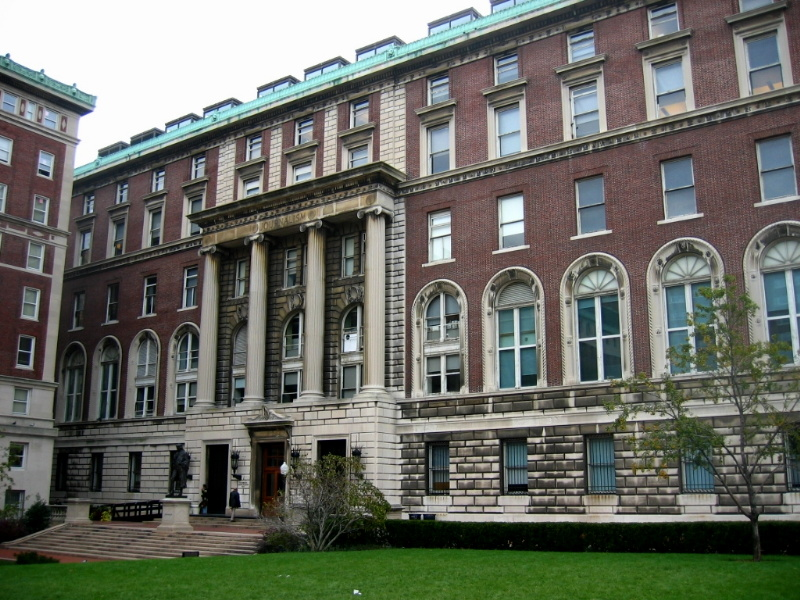
Journalism Building

Joseph Pulitzer hat das „Journalism Building“ mit entworfen und den Bau mit seinen Vorstellungen begleitet. Das Gebäude liegt an der südöstlichen Ecke („West 116 und Broadway“) am Haupteingang der Universität. Am Eingangsportal steht eine Bronze-Statue von Thomas Jefferson, die 1914 von William Ordway Partridge geschaffen wurde. Neben den Vorlesungsräumen gibt es eine große Aula, Computerräume, eine Bibliothek sowie Fernseh- und Radio-Studios. Im „World-Room“, der für feierliche Veranstaltungen verwendet wird, werden jedes Jahr die Pulitzer-Preisträger bekannt gegeben. Viele historisch wertvolle Einrichtungsgegenstände der „New York World“, wie Möbel und Kunstwerke, haben ihren Platz im Fakultätsgebäude gefunden. Für die Bronzebüste im Foyer saß Joseph Pulitzer, schwer krank und erblindet, Auguste Rodin 1907 in Frankreich modell. Ein großes Buntglasfenster im Gebäude stammt ursprünglich aus den Redaktionsräumen der Zeitung; es zeigt die Freiheitsstatue über der Erde stehend.

## Alumni
Auswahl von Persönlichkeiten, die an der Graduate School of Journalism studiert haben:
- Margot Adler, US-amerikanische Radiojournalistin und Korrespondentin für die National Public Radio
- Geraldine Brooks, australische Journalistin und Schriftstellerin, 2006 mit dem Pulitzer-Preis ausgezeichnet
- Pat Buchanan, US-amerikanischer Journalist und Fernsehkommentator
- Molly Ivins, US-amerikanische Zeitungskolumnistin, politische Kommentatorin und Bestseller-Autorin
- Steve Kroft, US-amerikanischer Journalist und Korrespondent der Nachrichtensendung 60 Minutes
- Walter Mossberg, US-amerikanischer Journalist
- Manuel Rivera-Ortiz, US-amerikanischer Fotograf
- Andre Sennwald (1907–1936), leitender Filmkritiker bei der New York Times
- Katya Soldak,  ukrainisch-US-amerikanische Journalistin und Filmemacherin (Doku Das Ukraine-Dilemma, 2020)
- Ron Suskind gewann 1995 den Pulitzer-Preis in der Kategorie Fachjournalismus.